# 安部让二
安部让二（英語：George Abe，1937年5月17日—2019年9月2日），原名安部直也，是一位日本漫画家。

## 生平
1937年出生于东京都品川区，后来随父母搬迁至伦敦和罗马，第二次世界大战后返回日本，1961年1月加入日本航空公司担任空中服务员，1983年开始从事写作，2001年和柿崎正澄合作漫画《少年犯之七人》而出名。
2019年9月2日因急性肺炎逝世，享年82岁。